# 俟利发
俟利发（羅馬化：Elteber/Eltäbär），或作俟力發、俟利伐、俟匿伐、颉利发、希利發，是柔然汗國、突厥汗国与可萨汗国授予铁勒部长的名号。他们对内自治，但要交税与從征。这名号最初來自柔然。
在可萨汗国中，伏尔加保加利亚、布尔塔斯人与北高加索匈人部长也有此头衔。这头衔是突厥汗國二十八等官中的第二十七等，異姓突厥酋长的最高頭銜。
这头銜最早在680年亚塞拜然的文件中提及。
契丹人称为夷离毕。

## 詞源
關於中文史料裡的「俟利發」，主流理論認為它對應的是各古突厥文碑銘，如鄂爾渾碑銘中的毗伽可汗碑、闕特勤碑上的「𐰃𐰠𐱅𐰋𐰼」（轉寫「eltäbär」），其中"el" 對應「俟利」，而"täbär"對應「發」。
另一個理論則認為「俟利」對應"el"是正確的，但"täbär" 和「發」之間存在著發音和音節上的問題，「發」對應的應該是中文史料裡常寫作「發」、「匐」和「跋」等字的“𐰋𐰏”（转写"bäg"），也就是「俟利發」即為"elbäg"的音譯。
北高加索匈人将“发”的声母弱化，与“利”的次入韵尾合音读作“俟缕脱”（转写“İlütwer”）。